# Elien Vekemans
Elien Vekemans (* 30. April 2001 in Löwen) ist eine belgische Leichtathletin, die sich auf den Stabhochsprung spezialisiert hat und aktuell Inhaberin des Landesrekordes ist.

## Sportliche Laufbahn
Erste internationale Erfahrungen sammelte Elien Vekemans im Jahr 2018, als sie bei den U18-Europameisterschaften in Győr ohne eine gültige übersprungene Höhe in der Qualifikationsrunde im Stabhochsprung ausschied. Im Jahr darauf gewann sie bei den U20-Europameisterschaften in Borås mit 4,16 m die Bronzemedaille und 2020 begann sie ein Studium an der University of Arkansas in den Vereinigten Staaten, welches sie 2022 abschloss. 2023 wurde sie bei der 1. Liga der Team-Europameisterschaft im Zuge der Europaspiele in Chorzów mit 4,50 m Erste im B-Finale und anschließend gewann sie bei den U23-Europameisterschaften in Espoo mit 4,45 m die Silbermedaille hinter der Französin Marie-Julie Bonnin. Im August schied sie bei den Weltmeisterschaften in Budapest mit 4,35 m in der Qualifikationsrunde aus. Im Jahr darauf blieb sie bei den Europameisterschaften in Rom in der Vorrunde ohne eine gültige Höhe und 2025 belegte sie bei den Halleneuropameisterschaften in Apeldoorn mit 4,55 m den siebten Platz. Zuvor verbesserte sie in Rouen den belgischen Landesrekord auf 4,56 m und löste damit Fanny Smets als Rekordhalterin ab. Ende Juni wurde sie bei der 2. Liga der Team-Europameisterschaft in Maribor mit 4,65 m Zweite hinter der Slowenin Tina Šutej, ehe sie bei den World University Games in Bochum mit 4,60 m die Goldmedaille gewann.
In den Jahren 2020, 2023 und 2024 wurde Vekemans belgische Meisterin im Stabhochsprung im Freien sowie 2024 und 2025 in der Halle.